# The Last Waltz
The Last Waltz là buổi hòa nhạc do ban nhạc Canada-Mỹ The Band tổ chức vào ngày Lễ Tạ ơn 25 tháng 11 năm 1976 tại nhà thi đấu trượt băng Winterland Ballroom, thành phố San Francisco. The Last Waltz được ban nhạc gọi là "buổi diễn chia tay", nơi mà The Band trình diễn cùng rất nhiều nghệ sĩ khách mời tên tuổi như Bob Dylan, Paul Butterfield, Neil Young, Emmylou Harris, Ringo Starr, Ronnie Hawkins, Dr. John, Joni Mitchell, Van Morrison, Muddy Waters, Ronnie Wood, Neil Diamond, Bobby Charles, The Staple Singers và Eric Clapton. Nhà sản xuất của nhóm, John Simon, là đạo diễn âm nhạc của chương trình.
Buổi hòa nhạc được đạo diễn Martin Scorsese ghi hình lại và sau đó biên tập thành bộ phim cùng tên, phát hành vào năm 1978. Jonathan Taplin, người quản lý tour diễn của The Band trong giai đoạn 1969-1972 và sau này là nhà sản xuất bộ phim Mean Streets (1973) của Scorsese, chính là người gợi ý rằng Scorsese là đạo diễn lý tưởng nhất cho dự án, và đã tiến cử ông cùng Robbie Robertson. Taplin cũng là nhà sản xuất của The Last Waltz. Bộ phim bao gồm các phần trình diễn trực tiếp, xen lẫn những đoạn thu ca khúc được thực hiện trong phòng thu và các bài phỏng vấn ban nhạc do Scorsese thực hiện. Phần album LP soundtrack do Simon và Rob Fraboni biên tập cũng được ra mắt vào năm 1978. Bộ phim sau đó được tái bản dưới dạng DVD vào năm 2002 trong boxset bao gồm 4 CD về buổi diễn và các ca khúc thu âm phòng thu liên quan.
The Last Waltz được công nhận là một trong những tác phẩm phim trình diễn xuất sắc nhất lịch sử, cho dù từng bị chỉ trích là quá tập trung vào Robertson.